# Evangelische Pfarrkirche Bad Hall

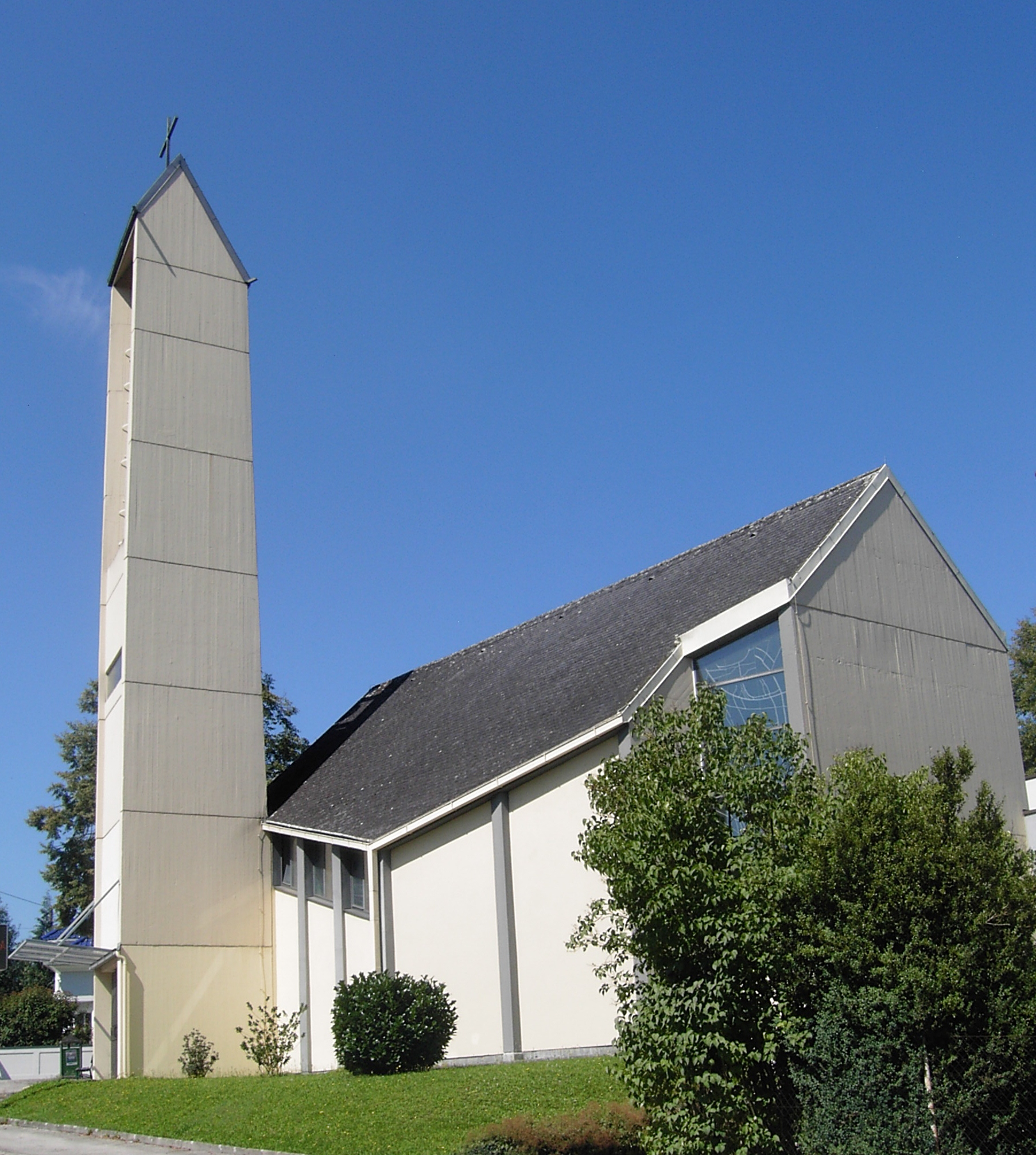
Evangelische Pfarrkirche Bad Hall

Die Evangelische Pfarrkirche Bad Hall in der Stadtgemeinde Bad Hall in Oberösterreich stammt aus den Jahren 1964 bis 1968. Die Pfarrgemeinde ist Teil der Evangelischen Kirche A.B. in Österreich und gehört zur Evangelischen Superintendentur Oberösterreich. Die Bad Haller Kirche wird auch Lukaskirche genannt. Unter dem Titel Evangelische Pfarrkirche A.B. steht sie unter Denkmalschutz.

## Die evangelische Kirche
Die evangelische Pfarrkirche wurde in den Jahren von 1964 bis 1968 erbaut. Die Errichtung des in der Römerstraße gelegenen Sakralbaues geschah nach den Plänen des Linzer Architekten Hubert Taferner. Die Kirche hat circa 300 Sitzplätze, der Kirchturm ist 27 Meter hoch. Seine drei Glocken (in den Tonlagen Fis, A, E) sind aus Gussstahl und wurden von der württembergischen Gemeinde Pfedelbach gespendet.
Die Orgel ist mit zwei Manualen ausgestattet und wurde 1978 von der Firma Riedl aus Linz erbaut. Der Innenraum der Kirche ist entsprechend der Architektur der 1960er Jahre eher einfach gehalten. Den Mittelpunkt der Kirche bildet der Altar und das darüber befindliche große Kreuz.

## Geschichte der evangelischen Gemeinde
In der Zeit von 1550 bis 1624 war der Raum Bad Hall großteils lutherisch. Ab den 1620er Jahren setzte die Gegenreformation ein, im Zuge dessen viele Lutheraner abwanderten, ein kleinerer Teil verblieb im so genannten Geheimprotestantismus. Um 1752 kam es zur Zwangsumsiedlung von rund 150 Geheimprotestanten in das Kronland Siebenbürgen.
Das durch Kaiser Joseph II. erlassene Toleranzpatent von 1781 erlaubte die Wiedererrichtung evangelischer Pfarrgemeinden in den habsburgischen Landen. Im heutigen Österreich wurden bis 1795 insgesamt 48 Toleranzgemeinden geschaffen. Im Raum Bad Hall gab es nur rund 100 Evangelische, welche die Kirche in der Toleranzgemeinde Neukematen besuchten. Ab 1880 nahmen Diakonissen der Diakonie Gallneukirchen in Bad Hall ihre Arbeit auf. 1899 wurde Bad Hall eine Predigtstelle von Neukematen. 1907 kam es zur Errichtung eines evangelischen Kinderheimes. 1934 wurde aus der Predigtstelle eine Predigtstation. 1944 kamen durch den Zweiten Weltkrieg Heimatvertriebene, vor allem Siebenbürger Sachsen, nach Bad Hall. Die Zahl der Evangelischen stieg dadurch auf über 600. Im evangelischen Hospiz konnte 1949 ein Betsaal mit rund 100 Sitzplätzen eingerichtet werden.
Von 1964 bis 1968 erbaute die Kirchengemeinde die Lukaskirche und einen Anbau mit einem Versammlungs- und Jugendraum. Im Juli 1978 erfolgte kirchenrechtlich die Ausgliederung aus Neukematen und die Erhebung zur evangelischen Pfarrgemeinde A.B. Bad Hall, mit einer Predigtstelle in Kremsmünster. Die Einweihungsfeier für das neue Gemeindezentrum fand 2002 statt.